# ニシオオノスリ

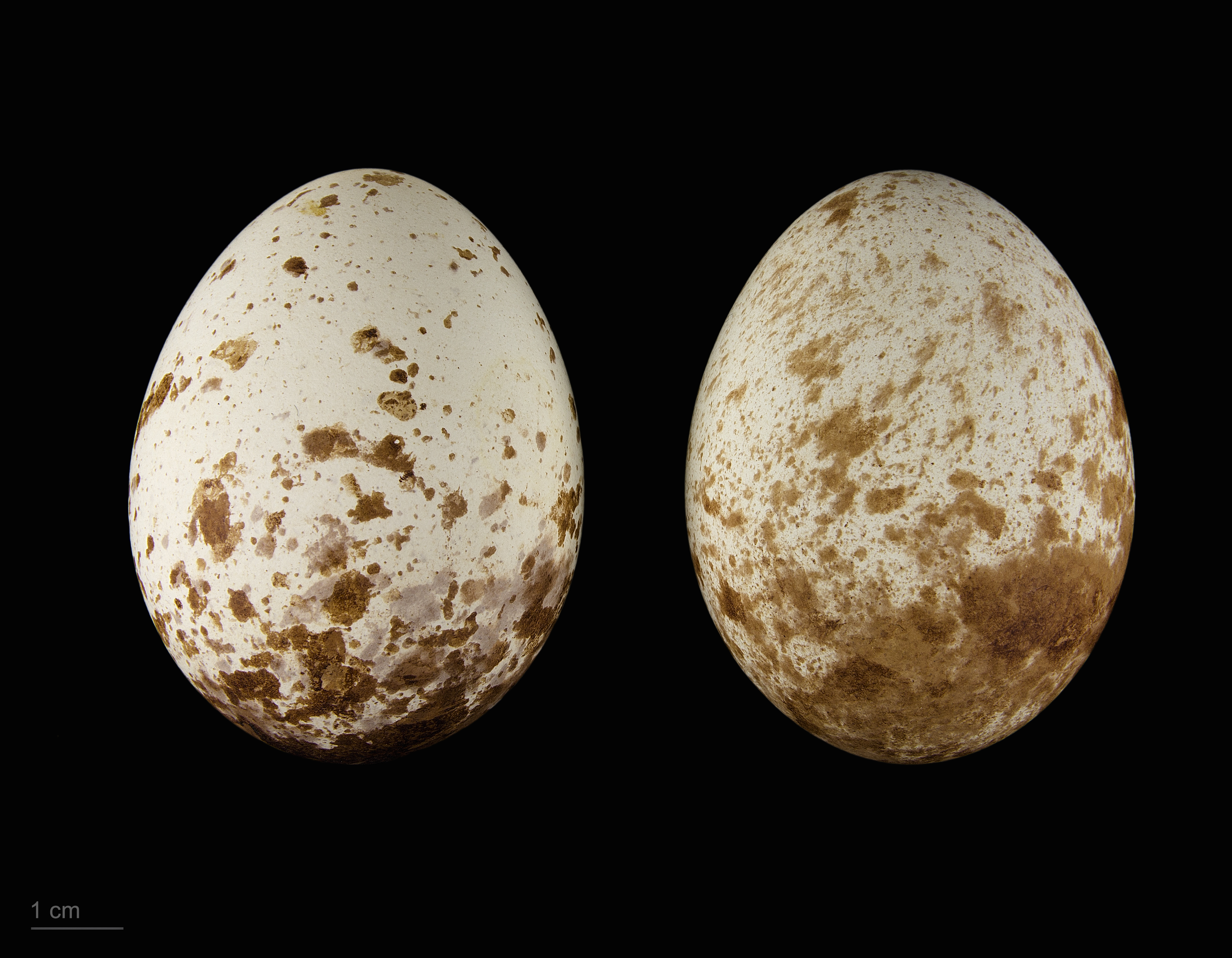
Buteo rufinus cirtensis

ニシオオノスリ（西大鵟、学名：Buteo rufinus）は、鳥綱タカ目タカ科ノスリ属に分類される鳥類。

## 分布
アフリカ大陸、ユーラシア大陸